# Посольство України в Австрії
Посольство України в Австрійській Республіці — дипломатична місія України в Австрії, знаходиться в Відні.

## Завдання посольства
Основне завдання Посольства України в Відні представляти інтереси України, сприяти розвиткові політичних, економічних, культурних, наукових та інших зв'язків, а також захищати права та інтереси громадян і юридичних осіб України, які перебувають на території Австрії.
Посольство сприяє розвиткові добросусідських відносин між Україною і Австрійською Республікою на всіх рівнях, з метою забезпечення гармонійного розвитку взаємних відносин, а також співробітництва з питань, що становлять взаємний інтерес. Посольство виконує також консульські функції.

## Історія дипломатичних відносин

Група співробітників посольства УНР у Відні (Австрія).

З 1918 року інтереси УНР в Австрії представляли А. Яковлів, В. Липинський, Г. Сидоренко.
Серед працівників посольства були відомий громадсько-політичний діяч Андрій Жук (радник), вчений мистецтвознавець Володимир Залозецький-Сас (урядовець), журналіст Микола Троцький (секретар, зав. консульським відділом), правник І. Храпко (юрисконсульт), В. Трохимович (директор канцелярії і зав. господарським відділом), Володимир Полетика (радник), Володимир Семенів (аташе), Горобець, Хоменко (урядовці), Біліц, особистий секретар і приятель В'ячеслава Липинського Михайло Ципріянович, Михайло Біленький (перший секретар, скарбник), Бондаренко, Крушельницький, Гаєвський, Храпко (машиністка), Станіслав Ванькович (аташе), генерал В'ячеслав Левицький (військовий аташе) (не обійняв посади), капітан Володислав Дашкевич-Горбацький (морський аташе). В структурі посольства було 4 відділи (консульський, паспортний, пресовий, господарчий) і канцелярія.
Протягом червня 1918 лютого 1919 р. пресовий відділ посольства очолював радник Іван Токаржевський-Карашевич. У 1919-1920 pp. Українське пресове бюро у Відні очолював О. Кущак.
26 вересня 1991 року в Нью-Йорку міністри закордонних справ України Анатолій Зленко та Алоїс Мок підписали Протокол про консульські відносини. 24 січня 1992 року були встановлені дипломатичні відносини між двома державами. Австрійське консульство в Києві було перетворене на Посольство. 03 квітня 1992 року у Відні розпочало роботу Посольство України в Австрійській Республіці. Австрія — єдина країна, яка не формалізувала дипломатичне визнання України, оскільки вважає, що факт членства України в ООН і ряді міжнародних спеціалізованих організацій свідчить про визнання України з боку світового співтовариства у 1945 року. 3 квітня 1992 року у Відні розпочало роботу Посольство України.

## Керівники дипломатичної місії
| N  | На посаді   | Посол                             | Зображення | Примітки | Посада                        |
| -- | ----------- | --------------------------------- | ---------- | --- | ----------------------------- |
| 1  | 1918        | Яковлів Андрій Іванович           |            | Український учений історик, правник, громадський і політичний діяч; дійсний член УНТК, НТШ, керівник Правничої Секції УВАН в Нью-Йорку. Один із засновників Музею визвольної боротьби України у Празі. | Кервіник дипломатичної місії  |
| 2  | 1918–1919   | Липинський В'ячеслав Казимирович  |            | Український політичний діяч, історик, історіософ, соціолог, публіцист, теоретик українського консерватизму. Один із організаторів Української демократично-хліборобської партії та «Українського союзу хліборобів-державників». За Гетьманату — посол України в Австрії. Частково публікувався під псевдонімами В. Правобережець, Nobilis Ruthenus, Василь Безрідний.       | Кервіник дипломатичної місії  |
| 3  | 1919        | Мазуренко Василь Петрович         |            | Український громадсько-політичний і державний діяч, інженер-технолог, економіст. | Кервіник дипломатичної місії  |
| 4  | 1919–1921   | Сидоренко Григорій Микитович      |            | Український політичний діяч і дипломат, інженер шляхів. Міністр пошт і телеграфу УНР. Голова делегації УНР на мирній конференції в Парижі. | Кервіник дипломатичної місії  |
| 5  | 1921        | Залізняк Микола Кіндратович       |            | Український політичний і громадський діяч, публіцист, дипломат. Доктор філософії. Один із діячів українського соціал-революційного руху, організатор студентських громад у Києві і Львові. Один із засновників СВУ (1914), Очолював Закордонний комітет українських соціалістів-революціонерів.                                                                             | Кервіник дипломатичної місії  |
| 6  | 1921-1922   | Коцюбинський Юрій Михайлович      |            | Український радянський діяч. З грудня 1917 був членом першого радянського уряду України. Боровся за встановлення влади більшовиків в Україні. Кандидат у члени ЦК КП(б)У в березні 1919 — квітні 1920 р. і червні 1930 — січні 1934 р. Член ЦК КП(б)У в січні — листопаді 1934 р. Член Організаційного бюро ЦК КП(б)У в червні — серпні 1919 р. і січні — листопаді 1934 р. | Повноважний представник       |
| 7  | 1922        | Бесєдовський Григорій Зіновійович |            | Український дипломат, розвідник | Повірений у справах           |
| 8  | 1922-1923   | Богомолов Дмитро Васильович       |            | Український та радянський дипломат. | 1-й секретар                  |
| 9  | 1992–1994   | Костенко Юрій Васильович          |            | Український дипломат. Надзвичайний і Повноважний Посол. | Посол                         |
| 10 | 1994–1999   | Макаревич Микола Петрович         |            | Український дипломат, у 1990—1994 роках — перший заступник міністра закордонних справ України, пізніше — Надзвичайний і Повноважний Посол України в Австрії та Естонії. | Посол                         |
| 11 | 1999-2004   | Огризко Володимир Станіславович   |            | Український дипломат, міністр закордонних справ України з грудня 2007 до березня 2009. Надзвичайний і повноважний посол України (1996). | Посол                         |
| 12 | 2004-2005   | Полурез Юрій Володимирович        |            | Український дипломат. | Посол                         |
| 13 | 2005-2007   | Єльченко Володимир Юрійович       |            | Український дипломат. Постійний представник України при ООН (2015—2019). Надзвичайний і Повноважний Посол України в США (з 06.01.2020), в Антигуа і Барбуді та в Ямайці за сумісництвом (з 20.07.2020). | Посол                         |
| 14 | 2007-2008   | Костюк Вадим Валентинович         |            | Український дипломат. Надзвичайний і Повноважний Посланник. Тимчасовий повірений у справах України в Австрії (2007-2008). Генеральний консул України в Мюнхені (з 2012). | Тимчасово повірений у справах |
| 15 | 2008-2010   | Чорнобривко Євген Миколайович     |            | Український дипломат. Надзвичайний і Повноважний Посол України. | Посол                         |
| 16 | 2010        | Кирилич Василь Петрович           |            | Український дипломат, Надзвичайний і Повноважний Посланник другого класу. Автор понад 40 публікацій з етнополітики, балканістики та східноєвропейської тематики. Автор першого Українського дипломатичного календаря (2007, 2017), дослідження «Світ про Україну та українців» (2016). Кандидат політичних наук, доцент.                                                    | Тимчасово повірений у справах |
| 17 | 2010-2014   | Березний Андрій Вікторович        |            | Український економіст, дипломат. | Посол                         |
| 18 | 2014 - 2021 | Щерба Олександр Васильович        |            | Український дипломат, надзвичайний і повноважний посланник другого класу, надзвичайний і повноважний посол України в Австрії (з 2014). | Посол                         |
| 19 | 2021        | Химинець Василь Васильович        |            | Український дипломат, надзвичайний і повноважний посланник першого класу, надзвичайний і повноважний посол України в Австрії (з 2021). | Посол                         |

## Порівняння
|                   | Австрія                                                    | Україна                                                      |
| ----------------- | ---------------------------------------------------------- | ------------------------------------------------------------ |
| Населення         | 8,935,112                                                  | 41,629,926                                                   |
| Площа             | 83,879 км²                                                 | 603,500 км²                                                  |
| Густота населення | 106/км²                                                    | 73.8/км²                                                     |
| Столиця           | Відень                                                     | Київ                                                         |
| Світові міста     | Відень                                                     | Київ                                                         |
| Уряд              | Федеративна Парламентська республіка                       | Унітарна змішана республіка                                  |
| Перший лідер      | Президент Карл Реннер                                      | Президент Леонід Кравчук                                     |
| Сучасний лідер    | Президент Александер ван дер Беллен Канцлер Себастьян Курц | Президент Володимир Зеленський Прем'єр-міністр Денис Шмигаль |
| Офіційні мови     | Німецька мова                                              | Українська мова                                              |
| ВВП (ном.)        | $446,315 млрд. ($50,277 На душу населення])                | $122.875 млрд. ($2,915.484 На душу населення)                |
| GDP (ПКС)         | $461.432 млрд. ($51,936 На душу населення)                 | $426.791 млрд. ($10,126.589 На душу населення)               |